# Taxa de desemprego no Brasil
A taxa de desemprego no Brasil se refere à desocupação oficial no país e é determinada pelo Instituto Brasileiro de Geografia e Estatística (IBGE). Os valores são determinados a partir de estudos feitos a cada mês com a população economicamente ativa (PEA). As metodologias de medição do desemprego variam ao longo do tempo e de acordo com a pesquisa.

## Cálculo
A Taxa de desemprego ou taxa de desocupação é medida em percentual (%) e calcula-se dividindo-se a População Desocupada pela População Economicamente Ativa, multiplicado por 100:
{\displaystyle Taxa\ de\ desemprego=\left({\frac {PD}{PEA}}\right).100}
Sendo PD a população desocupada ou desempregada, e PEA a População Economicamente Ativa.

## Definições

### Desemprego
O IBGE classifica como pessoas desempregadas ou desocupadas aquelas que não estavam trabalhando, estavam disponíveis para trabalhar e tomaram alguma providência efetiva para conseguir trabalho nos trinta dias anteriores à semana em que responderam à pesquisa.
Para as pesquisas realizadas entre 1983 e 2002, o IBGE considerava população em idade ativa (PIA), aqueles maiores de quinze anos de idade. De acordo com a nova metodologia do instituto, fazem parte da população em idade ativa os maiores de 10 anos de idade. Na definição de população empregada ou ocupada, o instituto considerava o limite mínimo de 15 horas por semana para o trabalho não remunerado, enquanto a nova pesquisa inclui aqueles que trabalharam pelo menos uma hora na semana.

### População Economicamente Ativa
A população desempregada ou desocupada, bem como sua contraparte formada pela população ocupada, está inserida dentro da população economicamente ativa (PEA), dessa forma têm-se que:
{\displaystyle PEA=PO+PD}
Sendo que PEA é a População Economicamente Ativa, PO é a população que exerceu trabalho, remunerado ou sem remuneração, durante pelo menos uma hora completa na semana da pesquisa, ou que tinham trabalho remunerado do qual estavam temporariamente afastadas nessa semana, e PD são as pessoas desocupadas ou desempregadas, sem trabalho na semana da pesquisa, mas que estavam disponíveis para assumir um trabalho nessa semana e que tomaram alguma providência efetiva para conseguir trabalho nos últimos 30 dias, sem terem tido qualquer trabalho ou após terem saído do último trabalho que tiveram nesse período. 

### População em Idade Ativa
População em Idade Ativa (PIA) é formada pela soma das Pessoas Economicamente Ativas (PEA) e das Pessoas Não-economicamente Ativas (PNEA).
{\displaystyle PIA=PEA+PNEA}
Sendo que PNEA são as pessoas não economicamente ativas que não podem ser classificadas nem como empregadas nem como desempregadas. Como por exemplo, pessoas que não possuem e nem estão procurando trabalho.

## Pesquisas
Ver também: Lista de unidades federativas por taxa de desemprego

### Pesquisa Mensal de Emprego
Uma das pesquisas sobre emprego/desemprego mais consagradas é a Pesquisa Mensal de Emprego (PME) que fornece informações mensais desde 1980 sobre seis regiões metropolitanas do país: São Paulo, Rio de Janeiro, Belo Horizonte, Porto Alegre, Recife e Salvador.

#### Resultados
| Ano/Mês | Jan  | Fev  | Mar                                                                        | Abr                                                                        | Mai                                                                        | Jun                                                                        | Jul                                                                        | Ago                                                                        | Set                                                                        | Out                                                                        | Nov                                                                        | Dez                                                                        |
| ------- | ---- | ---- | -------------------------------------------------------------------------- | -------------------------------------------------------------------------- | -------------------------------------------------------------------------- | -------------------------------------------------------------------------- | -------------------------------------------------------------------------- | -------------------------------------------------------------------------- | -------------------------------------------------------------------------- | -------------------------------------------------------------------------- | -------------------------------------------------------------------------- | -------------------------------------------------------------------------- |
| 2002    | 10.8 | 11.1 | 12.9                                                                       | 12.5                                                                       | 11.9                                                                       | 11.6                                                                       | 11.9                                                                       | 11.7                                                                       | 11.5                                                                       | 11.2                                                                       | 10.9                                                                       | 10.5                                                                       |
| 2003    | 11.2 | 11.6 | 12.1                                                                       | 12.5                                                                       | 12.9                                                                       | 13.0                                                                       | 12.8                                                                       | 13.1                                                                       | 13.0                                                                       | 13.0                                                                       | 12.2                                                                       | 10.9                                                                       |
| 2004    | 11.7 | 12.0 | 12.8                                                                       | 13.1                                                                       | 12.2                                                                       | 11.7                                                                       | 11.2                                                                       | 11.4                                                                       | 10.9                                                                       | 10.5                                                                       | 10.7                                                                       | 9.6                                                                        |
| 2005    | 10.2 | 10.7 | 10.9                                                                       | 10.8                                                                       | 10.2                                                                       | 9.4                                                                        | 9.5                                                                        | 9.4                                                                        | 9.7                                                                        | 9.6                                                                        | 9.6                                                                        | 8.4                                                                        |
| 2006    | 9.3  | 10.1 | 10.4                                                                       | 10.4                                                                       | 10.2                                                                       | 10.4                                                                       | 10.8                                                                       | 10.6                                                                       | 10.0                                                                       | 9.8                                                                        | 9.6                                                                        | 8.4                                                                        |
| 2007    | 9.3  | 9.9  | 10.2                                                                       | 10.2                                                                       | 10.2                                                                       | 9.7                                                                        | 9.5                                                                        | 9.6                                                                        | 9.0                                                                        | 8.7                                                                        | 8.3                                                                        | 7.5                                                                        |
| 2008    | 8.0  | 8.7  | 8.6                                                                        | 8.5                                                                        | 7.9                                                                        | 7.9                                                                        | 8.1                                                                        | 7.6                                                                        | 7.7                                                                        | 7.5                                                                        | 7.6                                                                        | 6.8                                                                        |
| 2009    | 8.2  | 8.5  | 9.0                                                                        | 8.9                                                                        | 8.8                                                                        | 8.1                                                                        | 8.0                                                                        | 8.1                                                                        | 7.7                                                                        | 7.5                                                                        | 7.4                                                                        | 6.8                                                                        |
| 2010    | 7.2  | 7.4  | 7.6                                                                        | 7.3                                                                        | 7.5                                                                        | 7.0                                                                        | 6.9                                                                        | 6.7                                                                        | 6.2                                                                        | 6.1                                                                        | 5.7                                                                        | 5.3                                                                        |
| 2011    | 6.1  | 6.4  | 6.5                                                                        | 6.4                                                                        | 6.4                                                                        | 6.2                                                                        | 6.0                                                                        | 6.0                                                                        | 6.0                                                                        | 5.8                                                                        | 5.2                                                                        | 4.7                                                                        |
| 2012    | 5.5  | 5.7  | 6.2                                                                        | 6.0                                                                        | 5.8                                                                        | 5.9                                                                        | 5.4                                                                        | 5.3                                                                        | 5.4                                                                        | 5.3                                                                        | 4.9                                                                        | 4.6                                                                        |
| 2013    | 5.4  | 5.6  | 5.7                                                                        | 5.8                                                                        | 5.8                                                                        | 6.0                                                                        | 5.6                                                                        | 5.3                                                                        | 5.4                                                                        | 5.2                                                                        | 4.6                                                                        | 4.3                                                                        |
| 2014    | 4.8  | 5.1  | 5.0                                                                        | 4.9                                                                        | 4.9                                                                        | 4.8                                                                        | 4.9                                                                        | 5.0                                                                        | 4.9                                                                        | 4.7                                                                        | 4.8                                                                        | 4.3                                                                        |
| 2015    | 6.7  | 7.0  | 8.1                                                                        | 7.8                                                                        | 8.5                                                                        | 8.8                                                                        | 9.2                                                                        | 9.8                                                                        | 10.4                                                                       | 9.8                                                                        | 10.8                                                                       | 10.0                                                                       |
| 2016    | 10.5 | 10.4 | A PME foi encerrada em fevereiro de 2016; não existem dados mais recentes. | A PME foi encerrada em fevereiro de 2016; não existem dados mais recentes. | A PME foi encerrada em fevereiro de 2016; não existem dados mais recentes. | A PME foi encerrada em fevereiro de 2016; não existem dados mais recentes. | A PME foi encerrada em fevereiro de 2016; não existem dados mais recentes. | A PME foi encerrada em fevereiro de 2016; não existem dados mais recentes. | A PME foi encerrada em fevereiro de 2016; não existem dados mais recentes. | A PME foi encerrada em fevereiro de 2016; não existem dados mais recentes. | A PME foi encerrada em fevereiro de 2016; não existem dados mais recentes. | A PME foi encerrada em fevereiro de 2016; não existem dados mais recentes. |

### Pesquisa Índice de Medo do Desemprego
Para exprimir o sentimento dos brasileiros em relação ao desemprego, a Confederação Nacional da Indústria (CNI) realiza, trimestralmente, a pesquisa de Índice de Medo do Desemprego. O estudo fazia parte, até 2008, do Índice Nacional de Expectativa do Consumidor (INEC), também elaborado pela CNI, que sintetiza a opinião dos brasileiros sobre decisões de consumo. A Pesquisa de opinião da qual se obtém o Índice de Medo do Desemprego teve início em 1996. Sua média apresentou recuo desde o final de 2002, com algumas exceções, impactadas principalmente pelo cenário político do país. Como ocorreu em março de 2007, quando foi registrado o aumento de 100,4% na comparação com o mês de dezembro de 2006, e entre os meses de dezembro de 2008 e março de 2009, em função do acirramento da Crise internacional. Em 2014, o índice alcançou 76,1. Atualmente, divulgado em setembro de 2016, o medo do desemprego apresentou queda e encontra-se em 61,2 pontos, mas segue acima da média.

### Pesquisa Nacional por Amostra de Domicílios
A Pesquisa Nacional por Amostra de Domicílios, ou PNAD, mede, entre outras coisas, o desemprego. Desde que a PME foi encerrada, a PNAD continuou a mostrar resultados relativos ao desemprego. A PNAD é mais abrangente que a PME, pois ela realiza entrevistas em milhares de municípios, em vez de apenas em algumas metrópoles.
Os indicadores mensais utilizam as informações dos últimos três meses consecutivos da pesquisa, existindo, entre um trimestre móvel e o seguinte, repetição das informações de dois meses. Assim, os indicadores da PNAD Contínua produzidos mensalmente não refletem a situação de cada mês, mas, sim, a situação do trimestre móvel que finaliza a cada mês.— IBGE.
O forte aumento do desemprego a partir de 2015 deveu-se à crise econômica de 2014 no país.
Os impactos da Pandemia de COVID-19 fizeram a taxa de desemprego atingir a máxima histórica(14,9%) em setembro de 2020.

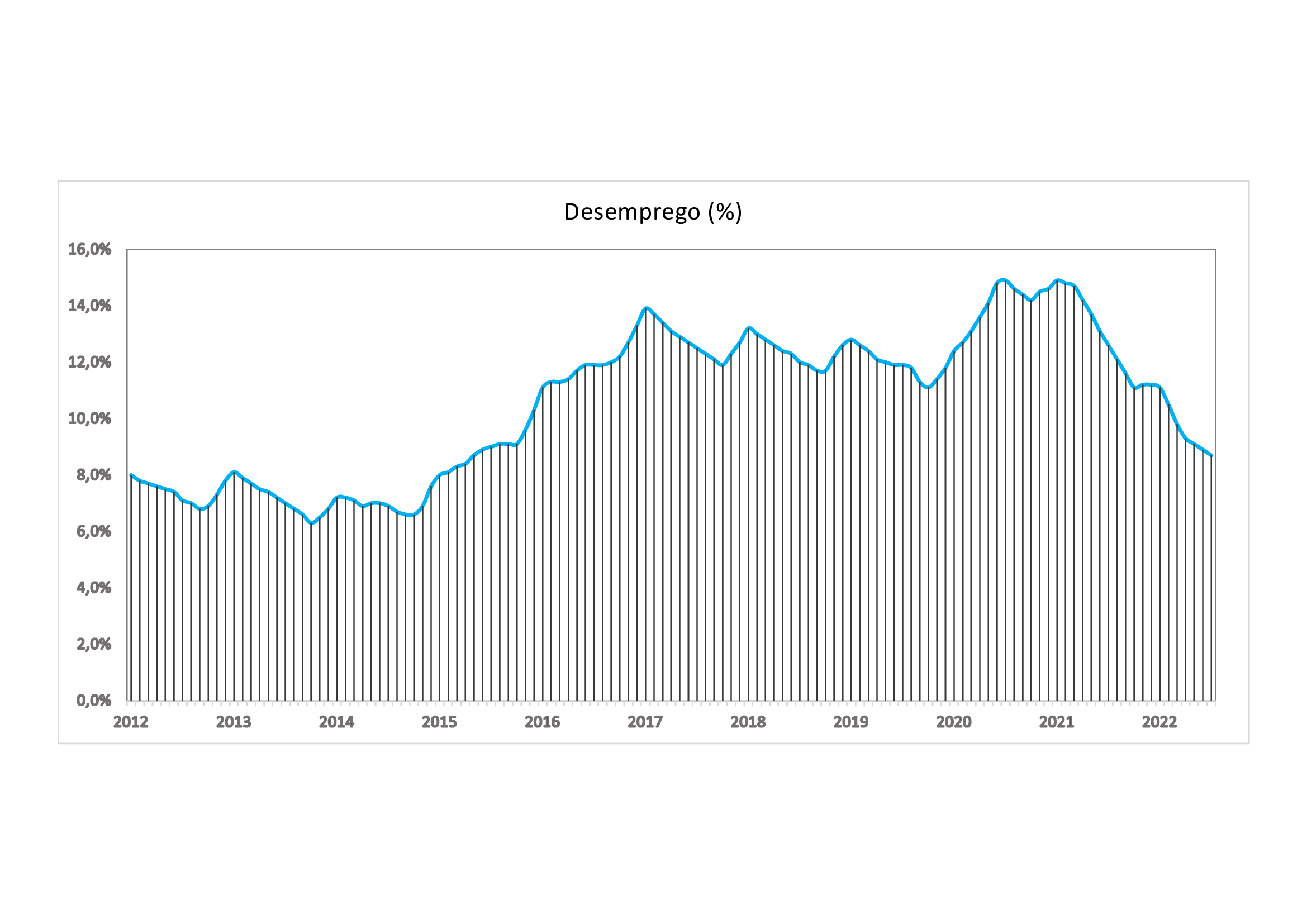
Desemprego desde março de 2012 a setembro de 2022, segundo a PNAD. Cada linha vertical corresponde a um mês.

|      | Jan   | Fev   | Mar   | Abr   | Mai   | Jun   | Jul   | Ago   | Set   | Out   | Nov   | Dez   |
| ---- | ----- | ----- | ----- | ----- | ----- | ----- | ----- | ----- | ----- | ----- | ----- | ----- |
| 2012 | -     | -     | 8,0%  | 7,8%  | 7,7%  | 7,6%  | 7,5%  | 7,4%  | 7,1%  | 7,0%  | 6,8%  | 6,9%  |
| 2013 | 7,3%  | 7,8%  | 8,1%  | 7,9%  | 7,7%  | 7,5%  | 7,4%  | 7,2%  | 7,0%  | 6,8%  | 6,6%  | 6,3%  |
| 2014 | 6,5%  | 6,8%  | 7,2%  | 7,2%  | 7,1%  | 6,9%  | 7,0%  | 7,0%  | 6,9%  | 6,7%  | 6,6%  | 6,6%  |
| 2015 | 6,9%  | 7,6%  | 8,0%  | 8,1%  | 8,3%  | 8,4%  | 8,7%  | 8,9%  | 9,0%  | 9,1%  | 9,1%  | 9,1%  |
| 2016 | 9,6%  | 10,3% | 11,1% | 11,3% | 11,3% | 11,4% | 11,7% | 11,9% | 11,9% | 11,9% | 12,0% | 12,2% |
| 2017 | 12,7% | 13,3% | 13,9% | 13,7% | 13,4% | 13,1% | 12,9% | 12,7% | 12,5% | 12,3% | 12,1% | 11,9% |
| 2018 | 12,3% | 12,7% | 13,2% | 13,0% | 12,8% | 12,6% | 12,4% | 12,3% | 12,0% | 11,9% | 11,7% | 11,7% |
| 2019 | 12,2% | 12,6% | 12,8% | 12,6% | 12,4% | 12,1% | 12,0% | 11,9% | 11,9% | 11,8% | 11,3% | 11,1% |
| 2020 | 11,4% | 11,8% | 12,4% | 12,7% | 13,1% | 13,6% | 14,1% | 14,8% | 14,9% | 14,6% | 14,4% | 14,2% |
| 2021 | 14,5% | 14,6% | 14,9% | 14,8% | 14,7% | 14,2% | 13,7% | 13,1% | 12,6% | 12,1% | 11,6% | 11,1% |
| 2022 | 11,2% | 11,2% | 11,1% | 10,5% | 9,8%  | 9,3%  | 9,1%  | 8,9%  | 8,7%  | 8,3%  | 8,1%  | 7,9%  |
| 2023 | 8,4%  | 8,6%  | 8,8%  | 8,5%  | 8,3%  | 8,0%  | 7,9%  | 7,8%  | 7,7%  | 7,6%  | 7,5%  | 7,4%  |
| 2024 | 7,6%  | 7,8%  | 7,9%  | 7,5%  | 7,1%  | 6,9%  | 6,8%  | 6,6%  | 6,4%  | 6,2%  | -     | -     |